# Żywot Apolloniosa z Tyany
Żywot Apolloniosa z Tyany (łac. Vita Apollonii Tyanensis) – romans biograficzny w ośmiu księgach autorstwa Flawiusza Filostrata, opisujący życie pitagorejskiego filozofa żyjącego w I wieku po Chr. Autor przedstawia swego bohatera w konwencji właściwej romansowi podróżniczemu, przypisując mu niezwykłą mądrość i wiedzę, szlachetny charakter, a nawet zdolność czynienia cudów. W historii wykorzystany jest motyw Lamii, kobiety-demona, przybywającej z zaświatów po to, aby doprowadzić do zguby bohatera.

## Okoliczności powstania utworu
Po ukończeniu studiów w Atenach Filostrat przeniósł się, prawdopodobnie około 200 roku, do Rzymu, gdzie wsławił się popisami retorycznymi. W Rzymie studiował u sofisty Antypatra z Hierapolis, dzięki któremu został około 203 roku wprowadzony na dwór cesarza Septymiusza Sewera. Przystał wtedy do kręgu geometrów i filozofów stworzonego przez cesarzową Julię Domnę, do którego należeli również Kasjusz Dion i Diogenes Laertios. Grupa pozostawała pod silnym wpływem mistycznie zabarwionego neopitagoreizmu.
Za panowania następcy Septymiusza Sewera, jego syna, Karakalli, Filostrat towarzyszył cesarzowi i jego matce w podróży na Wschód w 215 roku. Para cesarska odwiedziła wówczas Anatolię, Syrię i Kapadocję, zwiedzając między innymi Tyanę, a w niej świątynię poświęconą Apolloniosowi. Być może wtedy cesarzowa zleciła Filostratowi napisanie biografii Apolloniosa. Po śmierci cesarzowej Filostrat przez dłuższy czas przebywał zapewne w Tyrze (z powodu tego był również nazywany Filostratem z Tyru). Tam też najprawdopodobniej wydał, w 219 roku, Żywot Apolloniosa z Tyany.

## Treść

### Księga I

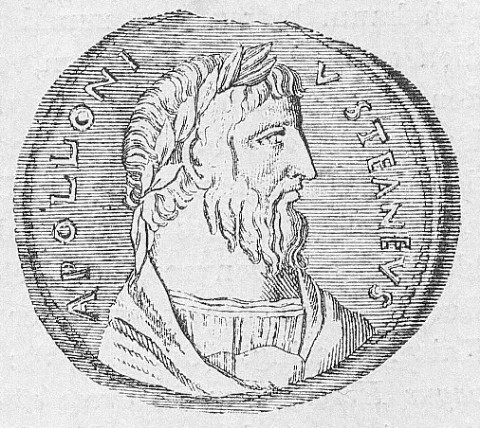
Apollonios z Tyany. Medalion

Filostrat rozpoczyna swoje dzieło od wyjaśnienia, że napisał tę biografię, by dać odpór różnorakim pomówieniom dotyczącym jego bohatera. Swoje informacje zaczerpnął od bezpośrednich świadków, odwiedzając miasta, w których Apollonios przebywał, oraz z pism Apolloniosa, Damisa z Niniwy oraz Maksymosa z Ajgaj. Zarówno Damis, jak i Maksymos są zdaniem badaczy postaciami fikcyjnymi. Filostrat zaczyna biografię od informacji, że Apollonios urodził się w Tyanie, w Kapadocji. Dalej opowiada o tym, jak matce bohatera ukazał się Proteus, który rzekł: „jestem bogiem egipskim”, jak Apollonios urodził się na łące, a  jego narodzinom towarzyszyło pojawienie się pioruna. Po dojściu do wieku szkolnego Apollonios rozpoczął naukę u Eutydemosa w Tarsie, z powodu jednak rozwiązłości tamtejszej młodzieży przeniósł się do Ajgaj. Tam zapoznał się z naukami perypatetyków, stoików, epikurejczyków i pitagorejczyków. Upodobał sobie szczególnie naukę tych ostatnich i po ukończeniu szesnastego roku życia postanowił żyć jak Pitagoras. Nie jadł odtąd mięsa, a tylko warzywa i suszone owoce, zaczął chodzić boso i przyodziewać się w szaty lniane. Filostrat podaje, że przebywając w Ajgaj uleczył pewnego młodzieńca żyjącego zbyt rozwiąźle i powstrzymał kapłanów od przyjęcia ofiary od człowieka, który współżył z córką swej żony.
W wieku dwudziestu lat pochował ojca, a majątek rozdzielił pomiędzy siebie i brata. Gdy brat, żyjąc hulaszczo, roztrwonił swoją część, przekazał mu własną i łagodną namową skłonił do zmiany trybu życia. Sam nigdy nie obcował z kobietami ani się nie ożenił. Po tych wydarzeniach na pięć lat zamilkł. Spędził je w Pamfilii i Cylicji. Z ludźmi kontaktował się przez gesty i pismo. Pewnego razu uspokoił wzburzony z powodu głodu tłum, nakazując bogaczom podzielić się z potrzebującymi swoimi zapasami. W Antiochii doprowadził do odnowienia kultu w świątyni Apollina. Przez jakiś czas nauczał tam, najpierw odpowiadając na pytania, a potem wygłaszając mowy. W mowie unikał zarówno przesadnej wzniosłości, jak i suchości stylu, nie posługiwał się ironią jak Sokrates, nie przemawiał też nazbyt uczenie jak perypatetycy. Mówił zdecydowanie, jak w natchnieniu, nie zagłębiał się w szczegóły, pragnąc zobowiązać wielu do przestrzegania tego, do czego sam się przekonał.
Z Antiochii udał się w podróż do Indii przez Babilon. W Niniwie spotkał Damisa, którego wezwał, by poszedł wraz z nim i ocalił od zapomnienia pamięć o nim. Damis spisywał odtąd wiernie wszystkie słowa Apolloniosa, a szydercom, którzy porównywali go do psa zbierającego odpadki z uczt, odpowiadał, że godzi się dbać, by nic się nie zmarnowało z uczty bogów. Skoro tylko przekroczył granicę babilońską, został natychmiast zaprowadzony do króla Wardanesa. Po drodze przepowiedział, że jego pobyt u króla potrwa rok i osiem miesięcy, co też się stało. Król przyjął Apolloniosa bardzo serdecznie i podejmował go jak umiał najlepiej. Apollonios poprosił, by mógł zamieszkać na mieście, a nie w pałacu, żeby nie czuć się skrępowanym przepychem mieszkania. W czasie, gdy król składał ofiary krwawe, oddawał się modlitwie, nie brał też udziału w królewskich polowaniach. Twierdził, że wstrzemięźliwość należy praktykować wszędzie, bo dla Greka, Grecja jest wszędzie. Pewnego razu zapowiedział, że służba pałacowa przyłapie eunucha na cudzołóstwie z żoną królewską. Gdy to się stało poradził królowi, by nie karał złoczyńcy inaczej jak tylko zostawiając go na pastwę jego pożądania. Przed odjazdem król chciał go obdarować dziesięcioma prezentami. Poprosił tylko o jeden o ulżenie doli jego rodaków z Eretrei, uprowadzonych jeszcze podczas wojen perskich. W epizodzie pobytu u króla babilońskiego uczeni dopatrują się analogii do sceny kuszenia Jezusa na pustyni.

### Księga II
Latem Apollonios i Damis wyruszyli do Indii. Przechodzili przez góry Taurus, co dało autorowi okazję do przekazania różnych informacji o nich i o Kaukazie, a Apolloniosowi do przekonania Damisa, że choć jest wyżej niż był dotąd, nie jest przez to bliżej nieba i bogów. Po przekroczeniu gór spotkali jeźdźców na wielbłądach, którzy poczęstowali ich winem z daktyli. Damis nakłaniał Apolloniosa, by go skosztował, ten jednak wytłumaczył mu, że wino z daktyli upija tak samo jak wino z winorośli, a hinduskie monety rodzą w sercu taką samą chciwość jak greckie. Po przepłynięciu rzeki Kofen, weszli na górę Nysę, gdzie oddali cześć Dionizosowi, przy okazji autor opowiedział, co o Dionizosie hinduskim i tebańskim podają różne tradycje. W drodze do Indii spotkali 13-letniego chłopca kierującego słoniem. Damis chciał chłopca kupić i postawić nad całym swoim domem. Apollonios wytłumaczył mu jednak, że to dzięki cnocie słonia, a nie swojej własnej może kierować tak potężnym zwierzęciem. Dalej nastąpiły rozważania o inteligencji słoni, o ich rodzajach i właściwościach kości słoniowej, a Apollonios i Damis podziwiali mądrość natury, która każe słoniom i innym zwierzętom, podobnie jak to czynią ludzie, dbać o swoje potomstwo. Przypatrując się ich przeprawie przez rzekę. Apollonios wychwalał też ich przemyślność i troskę o słabsze osobniki w stadzie, której Damis nie dostrzegł.
Przez rzekę Indus przeprawili się dzięki listowi polecającemu króla Wardanesa (39-47), na statku hinduskiego satrapy. Przy oakzji autor zwalczał pogląd tych, którzy twierdzą, że Nil wypływa z krain pokrytych śniegiem, opowiedział też o wylewach Indusu. Po wkroczeniu Apolloniosa do stolicy Hindusów Taksyli przedstawił Hindusów, ich miasta i pałac królewski, a także pochwalił przeciwnika Aleksandra Macedońskiego króla hinduskiego Porosa. Tymczasem Apollonios z Damisem wdali się w rozmowie o malarstwie. Damis twierdził, że zasadza się ono na mieszaniu kolorów i naśladowaniu. Apollonios zwalczał jego pogląd i twierdził, że najważniejsze są w malarstwie regularność, umiar i oryginalność. W Taksyli przyjął wędrowców król Fraotes, który był filozofem i jak się niebawem okazało mówił po grecku. Uznając Apolloniosa za lepszego od siebie zaprosił się na ucztę do niego. Przy uczcie opowiedział mu o sposobie egzaminowania w Indiach adeptów filozofii i o tym jak jego dziadek utraciwszy królestwo zajął się nauką filozofii, a następnie odzyskał władzę dzięku śmierci jednego z uzurpatorów i tchórzostwu drugiego. Opowiedział też o plemieniu Oksydraków, którzy bronią się miotając cudowne strzały i błyskawice. Następnego dnia król przybył do Apolloniosa, przekonany, że skoro nie pije wina nie może spać głęboko, a Apollonios przekonał go, że jest inaczej. Pomógł też królowi rozstrzygnąć spór sądowy pomiędzy człowiekiem, który sprzedał ziemię, a tym który ją nabył i znalazł w niej skarb, wskazując że widać chcieli bogowie by ten drugi znalazł skarb z powodu jego cnót. Okazało się, że tak też jest w istocie.
Na odjezdnym król wyposażył Apolloniosa w nowe wielbłądy i pożegnał go po dwóch dniach drogi. Wędrowcy przybyli na pole bitwy Aleksandra z Porosem, a następnie nad brzeg Hyfanisu, gdzie kończyły się ziemie, zdobyte przez Aleksandra.

### Księgi III i IV

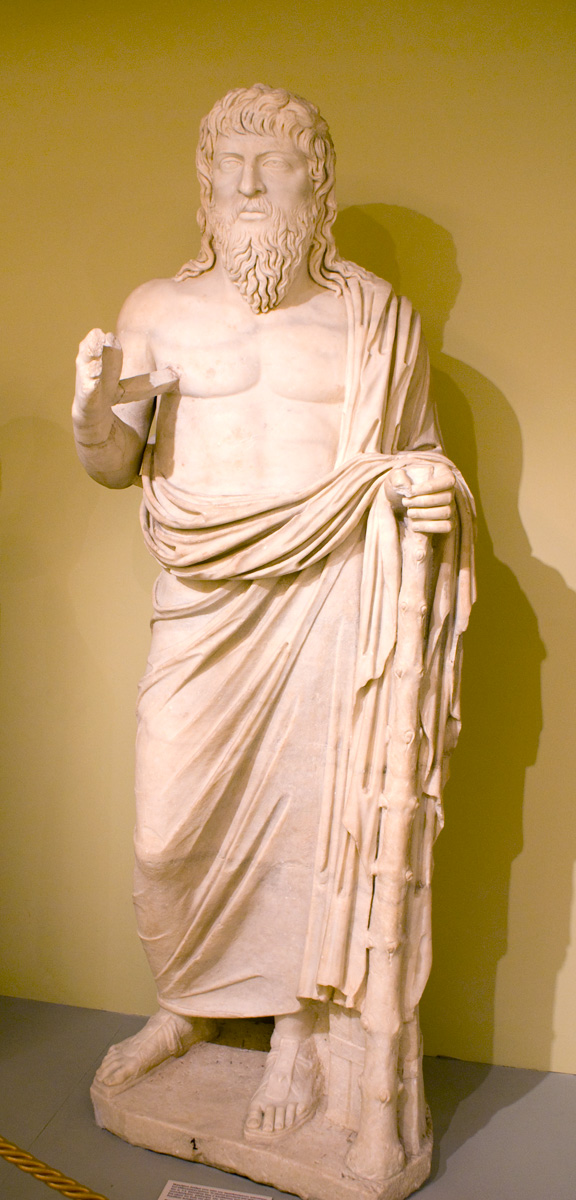
Wędrowny filozof uważany za Apolloniosa z Tyany. Muzeum w Heraklionie

Na świętej górze braminów pośród cudownych przedmiotów: studni rachunku sumienia, krateru ognia wybaczenia i dzbanów deszczu i wiatrów, Apollonios modlił się wraz z hinduskimi mędrcami wisząc metr nad ziemią i chłonął od nich mądrość, by zdobyć jej pełnię. Rozprawiał między innymi o reinkarnacji (okazało się, że jego rozmówca był poprzednio królem Indii Gangesem, a on sam sternikiem okrętu, który uszedł piratom), o budowie wszechświata z pięciu elementów i o tym, że jest on żywy, o pożyteczności przepowiadania przyszłości, ale też o mieszkającym w Indiach ptaku Feniksie, o gryfach, o kamieniu przyciągającym inne kamienie i fantastycznym zwierzęciu martrichorze, o posturze lwa i głowie człowieka, wyrzucającym z siebie kolce jak strzały. Podczas pobytu u braminów Apollonios był świadkiem jak, ich przywódca, Iarchas uwolnił człowieka opętanego od złego ducha i uleczył licznych chorych (ks. III).
Z Indii powrócił do Jonii, a stamtąd udał się do Grecji, głosząc po drodze nauki moralne i przywracając stare kulty w odwiedzanych po drodze świątyniach. W Efezie, gdy zachęcał mieszkańców do dzielenia się swymi dobrami, do stada wróbli, siedzących na pobliskim drzewie, podleciał pojedynczy wróbel. Apollonios wytłumaczył zaciekawionym słuchaczom, że wróbel przyleciał po swoich współtowarzyszy, by im wskazać, gdzie znajdą ziarno do zjedzenia. Zbudowani tym przykładem efezjanie odmienili swoje postępowanie. Nauczał potem w Smyrnie, a gdy w Efezie wybuchła zaraza powrócił do tego miasta i nakazał tłumowi zatłuc mieszkańcom kamieniami nędznie wyglądającego żebraka i zaraza ustąpiła. Gdy odgarnięto kamienie znaleziono pod nimi psa rasy molosyjskiej, co przekonało zebranych, że żebrak był demonem. W Troi rozmawiał z duchem Achillesa i wypytywał go o szczegóły związane z wojną trojańską. Dzięki tej rozmowie odnowił kult Palamedesa na Lesbos i Achillesa w Tesalii. W Atenach sprzeciwiał się organizowaniu igrzysk w teatrze Dionizosa i zniewieściałości mieszkańców. Odwiedził Dodonę i Olimpię, w Koryncie uwolnił niejakiego Menipposa od zjawy, która przybrała kształt kobiecy i została jego kochanką.
Ze Sparty, gdzie nauczał, udał się na Kretę, by odwiedzić świętą górę Idę. Stamtąd, pomimo ostrzeżeń towarzyszy przed prześladującym filozofów Neronem, udał się do Rzymu. Ze sporej grupy uczniów podążyło za nim tylko ośmiu, reszta wymówiła się od dalszej drogi, jak zaproszeni na wesele w przypowieści ewangelicznej. W Rzymie nadprzyrodzoną przepowiednią o tym, że piorun uderzy w puchar Nerona, zwrócił na siebie uwagę Tygellina. Tygellin nie podjął przeciw niemu żadnych oficjalnych kroków, nakazał jednak swoim szpiegom śledzić go. W Rzymie też podczas zarazy wskrzesił zmarłą córkę konsula (ks. IV).

### Księgi V i VI
Zmuszony do opuszczenia Rzymu ukazem cesarskim, wyganiającym ze stolicy wszystkich filozofów, Apollonios udał się do Hiszpanii nad cieśninę Gibraltarską. Wśród żyjących na sposób grecki mieszkańców Gadeiry rozprawiał o hańbie, jaką przynosi Rzymowi cesarz grający w teatrze. Z Hiszpanii udał się na Sycylię. W Syrakuzach doszła go wieść o upadku Nerona, przepowiedział wówczas krótkotrwałe rządy trzech cesarzy na podstawie narodzin trójgłowego dziecka. W Katanii rozprawiał o wyższości bajek nad innymi rodzajami poezji, które mówią o bogach rzeczy niegodne wiary, wygłosił też pochwałę Ezopa i zastanawiał się nad przyczynami wybuchów wulkanów. Z Sycylii odpłynął do Grecji. Spędził czas jakiś w Atenach reformując kult. Na Rodos w rozmowie ze słynnym aulecistą Kanosem wygłosił pochwałę muzyki, zganił też dwóch młodzieńców, jednego za budowanie zbytkownej rezydencji, a drugiego za obżarstwo.
Przybywszy do Aleksandrii, gdzie został uroczyście powitany przez mieszkańców, napotkał dwunastu mężczyzn skazanych na śmierć. Poprosił o opóźnienie egzekucji w stosunku do jednego z nich. Jakoż okazało się, że był niewinny. Zganił też aleksandryjczyków za to, że emocjonują się wyścigami zaprzęgów, w których giną ludzie. Posłyszawszy o jego pobycie w Egipcie, przybył do Aleksandrii Wespazjan, prosić by go uczynił królem. Apollonios zapewnił go, że już się modlił do bogów w tej intencji i że wynik modlitw jest pomyślny, umocnił też jego zamiar wystąpienia przeciw Witeliuszowi i objęcia rządów nad całym Cesarstwem. Następnego dnia odbyła się dyskusja nad tym, co należy dalej uczynić. Biorący w niej udział Eufrates z Tyru i Dion z Prusy zachęcali Wespazjana, by po obaleniu Witeliusza przywrócił demokrację. Apollonios ostro się temu sprzeciwił i przy okazji wygłosił pochwałę monarchii. Wespazjan udał się potem w stronę Rzymu, a Apollonios w stronę Etiopii, by odwiedzić gymnosofistów (ks. V).
Filostrat opisuje najpierw Etiopię, kraj najdalej położony na zachód. Przy posągach Memnona wędrowcy spotkali Timasiona, młodzieńca, który prześladowany występną miłością swojej macochy, zbiegł z domu. Timasion stał się przewodnikiem Apolloniosa. Po drodze natknęli się na człowieka, który nieumyślnie zabił człowieka, a którego gymnosofiści nie chcieli oczyścić. Apollonios wyrzucił im ślepotę i dokonał oczyszczenia nieszczęśnika. Na miejscu okazało się, że gymnosofiści podburzeni przez Eufratesa nie chcieli rozmawiać z Apolloniosem. Ostatecznie doszło jednak do rozmowy. Przywódca gymnosofistów, Tespesion, nakłaniał Apolloniosa, by postępował nie według filozofii hinduskiej, lecz według ich filozofii, która jedynie jest prawdziwa. Apollonios odpowiedział, że poznał wiele systemów filozoficznych i wybrał spośród nich naukę Pitagorasa, której pozostaje wierny, stanął też w obronie filozofów hinduskich, zarzucając gymnosofistom, że przyszedłszy z Indii, zrzucili szaty dla odróżnienia się od filozofów hinduskich, lecz chodzenie nago nie przysporzyło im mądrości. Odpowiedział też na inne zarzuty Tespesiona, dotyczące głównie spraw kultu oraz zarzucił mu, że dali się oszukać kłamstwom Eufratesa.
Po tej rozmowie przyłączył się do Apolloniosa młody gymnosofista imieniem Neilos. Następnego dnia kontynuowano dyskusję. Apollonios zarzucił gymnosofistom, że przedstawiając bogów w postaci zwierząt uwłaczają ich czci, bronił obyczajów spartańskich, następnie rozprawiano o sprawiedliwości. Po zakończeniu dysputy Apollonios udał się do źródeł Nilu. Za trzecią kataraktą uwolnił mieszkańców etiopskiej wioski do nękającego ją satyra, upijając go winem. Po powrocie z Etiopii spotkał się w Tarsie z cesarzem Tytusem. Rozmawiał z nim o władzy i przepowiedział jaką śmiercią zginie. Podczas dalszych podróży nakłonił pewnego młodzieńca, by zaprzestał uczyć ptaków śpiewu, a zaczął się sam uczyć mądrości; mężczyźnie, który miał cztery córki na wydaniu, a nie miał dla nich posagu polecił zakupić działkę, na której ten znalazł amforę z trzema tysiącami darejek; odwiódł też pewnego młodzieńca od szalonego zamiaru poślubienia posągu bogini Afrodyty.

### Księga VII i VIII

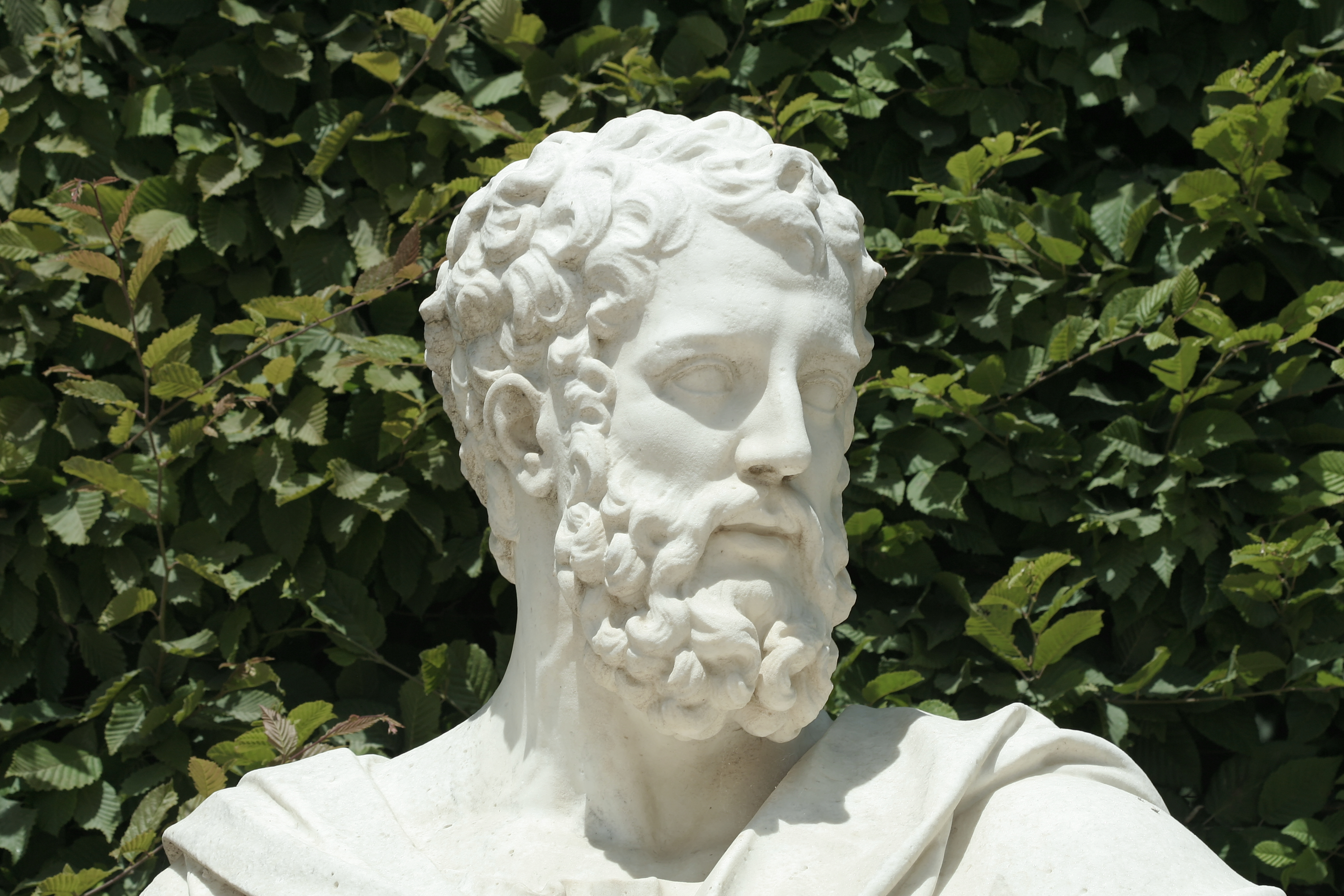
Apollonios z Tyany. Rzeźba Barthélemy’ego de Mélo. Wersal

Kiedy władzę w Rzymie objął Domicjan, Apollonios napiętnował jego zbrodnie i przepowiedział rychły koniec tyranii, a skoro cesarz wydał rozkaz, by go uwięzić, sam udał się do Rzymu, by bronić przed sądem siebie i swoich przyjaciół, a jeśli zajdzie taka konieczność, oddać życie. Przybywszy z Azji do Italii spotkał się pod Rzymem ze swym przyjacielem Demetriosem i wygłosił do niego mowę w obronie wolności i prawdy. W Rzymie został natychmiast aresztowany. Dowódca straży cesarskiej, Elian, który był jego dawnym uczniem, przekazał mu na jakie zarzuty przed sądem ma się przygotować. W więzieniu wspierał innych więźniów, skarżących się na swój los, a widząc jak wielu jest strapionych wygłosił do nich mowę o potrzebie męstwa i cierpliwości. Cesarz spotkał się z nim najpierw prywatnie. Apollonios odparł jego zarzuty i wystąpił w obronie Nerwy i innych swoich przyjaciół. Rozzłoszczony jego postawą cesarz rozkazał ściąć mu włosy i zakuć w kajdany. Nasyłał też na Apoloniusza szpiegów, filozof nie dał się im jednak sprowokować. Pocieszał Lękającego się Damisa, przepowiedział mu nawet, że zostanie rozkuty z okowów, co też rzeczywiście się stało. Po tym wydarzeniu odprawił Damisa do Dmetriosa, sam zaś spokojnie oczekiwał na wyznaczoną rozprawę (ks. VII).
Przed sądem Apolloniusz odpowiedział na zarzuty dotyczące sposobu ubierania się, tego że go ludzie nazywają bogiem, przepowiedzenia zarazy w Efezie i dokonanej rzekomo przez niego ofiary z arkadyjskiego chłopca. Następnie Filostrat przytacza obszerną mowę obrończą Apolloniusza, która nie została przez niego wygłoszona, a której, jak podaje, sam jest autorem. W mowie Apolloniusz broni swoich przekonań filozoficznych, sposobu ubierania i odżywiania się, swoich poglądów religijnych, związków z filozofami hinduskimi, uratowania efezjan od zarazy, niechęci do składania krwawych ofiar. Odpiera zarzut wspierania buntowników, złożenia ofiary z arkadyjskiego chłopca i podburzania ludności przeciw cesarzowi w mowach wygłoszonych w Jonii. Zakończywszy odpowiadać cesarzowi, Apolloniusz w cudowny sposób opuścił budynek sądu, a Domicjan zaniechał dalszego ścigania go, uznając, że nie podlega on jego władzy. Zniknąwszy sprzed oczu cesarskich o tej samej porze dnia pojawił się w Dikaiarchii, gdzie Demetrios z Dimasem płakali, wątpiąc czy go jeszcze zobaczą. Stanąwszy pośród nich nakazał im, by go dotknęli i przekonali się, że żyje.
Następnego dnia pożegnał się z Demetriosem i wraz z Damisem wsiadł na statek odpływający na Sycylię, a stamtąd na Peloponez. Wieść o jego powrocie wzbudziła wielką radość wśród Greków. Kiedy szczegóły rozprawy dotarły przez świadków do ich uszu, zaczęli mu oddawać cześć boską. Spędziwszy jakiś czas w Olimpii, udał się do Lebadei, do sanktuarium Trofoniosa, zasięgnąć wyroczni, jaką filozofię bogowie uważają za najlepszą. Trofonios odpowiedział mu, że pitagorejską. Po dwóch latach spędzonych w Grecji, przeniósł się do Jonii, przebywając głównie w Smyrnie i Efezie. Gdy przebywał w Efezie został zamordowany Domicjan, co Apolloniusz ogłosił o godzinie, w której to nastąpiło. Gdy władzę po Domicjanie objął jego przyjaciel Nerwa wysłał do niego list przez Damisa. Oddalił go w ten sposób od siebie oczekując bliskiej śmierci. O śmierci Apolloniusza nic pewnego nie wiadomo. Przeżył według różnych autorów lat 80, 90 lub 100. Według jednej tradycji zmarł w Efezie, wedle innej na Lindos, gdzie, wszedłszy do świątyni Ateny, zniknął. Według jeszcze innego przekazu odszedł z ziemi na Krecie, w świątyni Diktynny, pośród dziewic śpiewających: Opuść ziemię i wejdź do nieba. Po śmierci zjawił się pewnemu młodzieńcowi w Tyanie, by go zapewnić o nieśmiertelności duszy. Grobu jego nigdzie nie ma, w Tyanie jest natomiast, poświęcona mu świątynia, w której nawet cesarz składał ofiary.

## Stosunek do pierwowzoru
O Apolloniosie wiadomo bardzo niewiele. Zmarł prawdopodobnie za panowania cesarza Nerwy (96-98). Księga Suda podaje, że szczyt jego działalności przypadł na panowanie Kaliguli (37-41), Klaudiusza (41-54) i Nerona (54-68). Miał napisać traktat Pierwociny czyli o ofiarach, Testament, Przepowiednie, Żywot Pitagorasa i listy. Zachowały się tylko listy, mające postać krótkich bilecików, zawierających pouczenia moralne i skierowanych do różnych osób i miast. Autentyczność wielu z nich jest obecnie kwestionowana. Euzebiusz z Cezarei przekazał jedno zdanie z jego traktatu O ofiarach, w którym mówi, że Bóg jest ponad światem i nie żąda od ludzi żadnych ofiar, człowiek więc powinien mu składać cześć jedynie myślą. Prawdopodobnie w II wieku bliżej nieznany Moiragenes napisał Wspomnienie o Apolloniosie z Tyany. Opinie pisarzy starożytnych o Apolloniosie są raczej niepochlebne. Orygenes pisze o nim jeszcze dosyć łagodnie: sztuka magiczna Apolloniosa ujęła wielu filozofów, że przychodzili do niego jak do czarnoksiężnika. O wiele surowiej ocenia go Lucjan z Samosat (120–190), pisząc o szarlatanie Aleksandrze, wspomina, że jego nauczyciel należał do tych, którzy pozostawali w bliższych stosunkach z głośnym Apolloniosem z Tyany i znali wszystkie jego szalbierstwa. Kasjusz Dion wspomina o wizji Apolloniosa dotyczącej śmierci Domicjana i nazywa go wyjątkowym szarlatanem i magiem. Jest to charakterystyka i zasób informacji bardzo różny od tego co podaje w swoim Żywocie Filostrat.

## Kompozycja

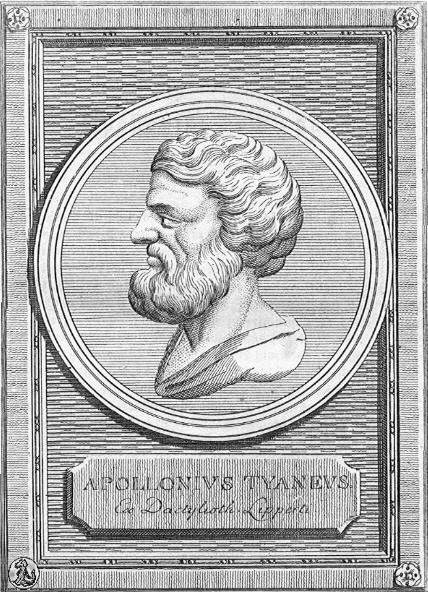
Apollonios z Tyany. Medalion

Filostrat przesunął przede wszystkim szczyt działalności Apolloniosa na lata panowania cesarzy: Nerona, Wespazjana, Tytusa i Domicjana. W całym dziele usilnie też zabiegał o to, by zaprzeczyć posądzeniom Apolloniosa o magię, być może na prośbę cesarzowej Julii Domny. W dziele Filostrata Apollonios jest boskim mężem, propagującym kult słońca. Pisarz wprowadza postać Damisa, towarzysza i sekretarza Apolloniosa, postać fikcyjną, która pozwala mu jednak na obszerne ekskursy. Wszelkie opisy geograficzne czy przyrodnicze w Żywocie są wprowadzane z powołaniem się na Damisa, podobnie rzecz się ma z licznymi dyskusjami, które prowadzi Apollonios. Czasami Filostrat wykorzystuje Damisa w przeciwnym celu, odsuwa go od Apolloniosa, żeby ukryć treść rozmowy, uczynić ją bardziej tajemniczą, jak w przypadku rozmowy Apolloniosa z braminami. Oddala też Damisa, żeby Apollonios mógł w cudowny sposób pojawić się przed nim i Demetriosem po procesie i wreszcie, żeby w sposób tajemniczy i niejasny opowiedzieć o okolicznościach śmierci Apolloniosa. Damis pełni jeszcze jedną rolę w utworze, trzeźwego towarzysza podróży uduchowionego mistrza, prostaczka, przed którym Apollonios roztacza skarby mądrości. D. Del Corno nazywa go Sancho Pansą.
Dzieło Filostrata jest romansową biografią. Na kanwie fantastycznej biografii autor umieszcza niezliczone ekskursy geograficzne, botaniczne, zoologiczne, religijne, mitologiczne, obyczajowe, etyczne oraz liczne ciekawostki przybrane w formę relacji z podróży, dysputy, wykładu. Dzieło należy do modnych w owych czasach kompendiów de omnibus rebus, dzieł o wszystkim. Liczne wtrącenia sprawiają, że tok opowieści o życiu głównego bohatera sprawia wrażenie niespiesznego. Ekskursy skierowane do wyrobionych retorycznie czytelników, miały im zapewnić przyjemność smakowania bibliotecznych popisów autora, znającego Herodota, Ktezjasza, Ksenofonta, Arystotelesa, Arriana i wielu innych, często niemożliwych do wyśledzenia autorów starożytnych. Za przykład, jak wielowarstwowa jest struktura tych ekskursów może posłużyć rozmowa Apolloniosa z Damisem o mądrości słoni i miłości zwierząt do potomstwa. Patrząc na słonia kierowanego przez chłopca Apollonios mityguje zachwyty Damisa nad chłopcem i zwraca jego uwagę na inteligencję słoni: na ich zdolność podporządkowania się ludziom i współpracy z nimi, na umiejętności bojowe – miotania trąbą, jak ręką pocisków, troskę o potomstwo przy przeprawach przez rzekę i o słabsze osobniki w stadzie. Autor stawia tezę o inteligencji słoni i o ich trosce o potomstwo, którą podbudowuje następnie przykładami z życia lwów, tygrysów i delfinów. Odnosi się z lekceważeniem do poglądów oponentów, przytaczających przykład żmij, które, rzekomo, rodzą się bez matek. Kończy zaś wywód cytatem z Eurypidesa: Bo dla ludzi dzieci to życie, który poprawia na Bo dla wszystkich stworzeń dzieci to życie. Temat dysputy należał do dorobku wspólnego epoki. Przed Filostratem poświęcił mu swoje pismo De sollertia animalium Plutarch, który również przywoływał inteligencję słoni, powołując się, również, na króla Jubę II. Poza Plutarchem i Filostratem, cytowali go Appian, Kasjusz Dion, Elian, Witruwiusz, Mela i Pliniusz Starszy. To Pliniusz Starszy właśnie porównuje w swojej Histroii naturalnej trąbę słonia do ręki. Pytanie o miłość zwierząt do potomstwa może być aluzją do pisma Plutarcha O miłości potomstwa, w którym autor polemizuje z poglądem Epikura, twierdzącego, że troska zwierząt o potomstwo nie wynika z miłości rodzicielskiej, ale z prostej kalkulacji na przyszłość. Przykład z lwem stającym w obronie lwiątek cytuje Filostrat za Homerem. Historię o tygrysicy rzucającej się na statek uwożący jej małe przytacza również Pliniusz Starszy. Przykład delfinów może pochodzić od Arystotelesa, który nazywa je philóteknon – kochającymi dzieci. Argument oponentów o żmijach pochodzi z Herodota. Przykład troski słoni o mniejsze osobniki przy przeprawie przez rzekę podaje również Pliniusz i Plutarch. Informację o opatrywaniu rannych słoni przez zdrowe osobniki znalazł Filostrat u Juby, choć przytaczają ją również Plutarch i Elian. Tak bogaty w aluzje i cytaty jest niemal każdy ekskurs w tym utworze.

## Związki z chrześcijaństwem
Okoliczności powstania utworu nie są do końca jasne. Mocodawczyni Filostrata, cesarzowa Julia Domna, jest przez część badaczy uważana za kryptochrześcijankę; uważają oni dzieło Filostrata za ukrytą apologię chrześcijaństwa. Związki cesarzowej z chrześcijaństwem są jednak kwestią sporną, a nawet wątpliwą, a utwór Filostrata, jakkolwiek wykazuje pewne związki z Ewangeliami, wykorzystuje je raczej do własnych celów. Badacze wskazują na związek z ewangelicznymi, scen: kuszenia przez króla Wardanesa, wskrzeszenia córki senatora rzymskiego i zjawienia się Apolloniosa uczniom po procesie, jak również na obecność w utworze pewnych motywów obecnych w przypowieściach ewangelicznych. Czy Filostrat korzystał z Ewangelii, czy z dorobku wspólnego epoki nie wiadomo. Pod koniec XIX wieku podawano w wątpliwość jakikolwiek związek jego utworu z chrześcijaństwem. Obecnie to stanowisko jest w mniejszości. Większość badaczy, za G. Herzog-Hauser, przyjmuje współcześnie, że Filostrat mógł się zetknąć z chrześcijaństwem.
Niezależnie od genezy jego powstania utwór zapisał się w historii sporów religijnych epoki. Około 270 roku neoplatonik Porfiriusz (234–303) napisał broszurkę Przeciwko chrześcijanom, zachowaną we fragmentach, w której dowodził, że postaci Chrystusa w żaden sposób nie można porównywać z Apolloniosem. O popularności tematu świadczy fakt, że prawdopodobnie w 303 roku zarządca Bitynii, a później Egiptu, Hierokles opublikował w Nikomedii pismo Słowo miłujące prawdę, w którym starał się wykazać wyższość Apolloniosa nad Chrystusem. Porównując czyny Chrystusa i Apolloniosa przyznał wyższość temu drugiemu, twierdząc, że jak nie był bogiem Apollonios, tak nie był nim i Chrystus. W dyskusję tę włączył się niebawem Euzebiusz z Cezarei  rozprawą Przeciw Porfiriuszowi, która zaginęła. Zachował się natomiast jego traktat z 313 roku Contra Hieroclem, w którym Euzebiusz wykazuje, że Apollonios był zwyczajnym magiem, a jego biografia jest zafałszowana. Zgodnie z regułami pamfletu (psogos), o którym Eliusz Arystydes (117–190) mówi, że ma być tendencyjny, a jego autor powinien przesadzać i lekceważyć, to co mu nie odpowiada, Euzebiusz wybiera te epizody z życia Apolloniosa, które mu odpowiadają. Miarą popularności postaci Apolloniosa w tej epoce jest późny epigramat grecki na jego temat: Mąż ów, co po Apollonie swe imię otrzymał z Tyany / Światłość ze sobą przynosząc ludzkie złagodził przewiny. / Jednak naprawdę nie wzgórze Tyany, lecz same niebiosa / Go zesłały, by cierpień ludziom śmiertelnym oszczędził. Kilkadziesiąt lat później kontrowersja przebrzmiała. Biskup Sidonius Apollinaris (ok. 430-486) posyłając w połowie V wieku swemu przyjacielowi Leonowi łaciński przekład dzieła Filostrata, pisze że może spokojnie i bez zagrożenia dla wiary katolickiej (Fidei catholicae pace preaefata) czytać Vita Apollonii.

### Tekst
- Βίος Απολλωνίου του Τυανέως (Φιλόστρατος)
- Philostratus' Life of Apollonius (ang.)

### Polskie tłumaczenia dzieła
- Flawiusz Filostratos: Żywot Apolloniusza z Tiany. tłum. Ireneusz Kania. Kraków: Oficyna Literacka, 1997.
- Flawiusz Filostratos: Żywot Apolloniosa z Tyany. tłum. Marian Szarmach. Toruń: Wydawnictwo Naukowe Uniwersytetu Mikołaja Kopernika, 2000.